# Moriusaq
Moriusaq – wyludniona osada na północno-zachodnim wybrzeżu Grenlandii, w gminie Qaasuitsup. Znajduje się około 42 km na północny zachód od bazy lotniczej Thule i około 83 km na południowy zachód od Qaanaaq. Według danych oficjalnych liczba mieszkańców w 2000 roku wynosiła 37 osób. Obecnie w Moriusaq mieszka tylko jedna osoba.